# Burg Großbodungen
Die Burg Großbodungen, auch Schloss Großbodungen genannt, ist eine ehemalige Wasserburg und späteres Schloss am Haynröderbach (heute Hagebach) im Ortskern der Gemeinde Großbodungen im Landkreis Eichsfeld in Thüringen.
Der 27 Meter hohe Wartturm (Bergfried) der Burg ist das Wahrzeichen von Großbodungen.

## Geschichte
Am 21. Januar 1461 belehnte Herzog Wilhelm III. von Sachsen als Landgraf von Thüringen die Grafen von Hohnstein, Schwarzburg und Stolberg u. a. mit den Städten und Schlössern „Lare, Utterode, Elrich, Bodungen und Blicherode“.
Diese Urkunde gilt als erste schriftliche Erwähnung der Burg, wobei ihre Geschichte weiter zurückreicht.
Eine erste Burganlage muss bereits im 11. Jahrhundert bestanden haben. Die Herren von Bodungen waren ursprünglich königliche Vasallen auf der nahen Hasenburg und nannten dort nach ihrem Wohnsitz von Asseburg. Entlohnt wurden sie vermutlich mit Gütern in Großbodungen. 1170 verließen sie die Hasenburg und siedelten auch auf ihren Besitz in Großbodungen und nannten sich nun nach dem neuen Wohnort. Auf den Resten einer ehemaligen Wasserburg wurde im 12./13. Jahrhundert von ihnen eine neu Befestigung als Wehrburg erbaut. Sie bestand aus einer rechteckigen Ringmauer und einem Bergfried auf der Ostseite, dabei wurde ein altes Burgfragment auf der Westseite in die Anlage integriert. Die Adelsfamilie stand zu diesem Zeitpunkt im Dienst verschiedener Herren, wie den Grafen von Lohra, den Grafen von Gleichenstein und den Herzögen von Braunschweig und später auch den Mainzer Kurfürsten.

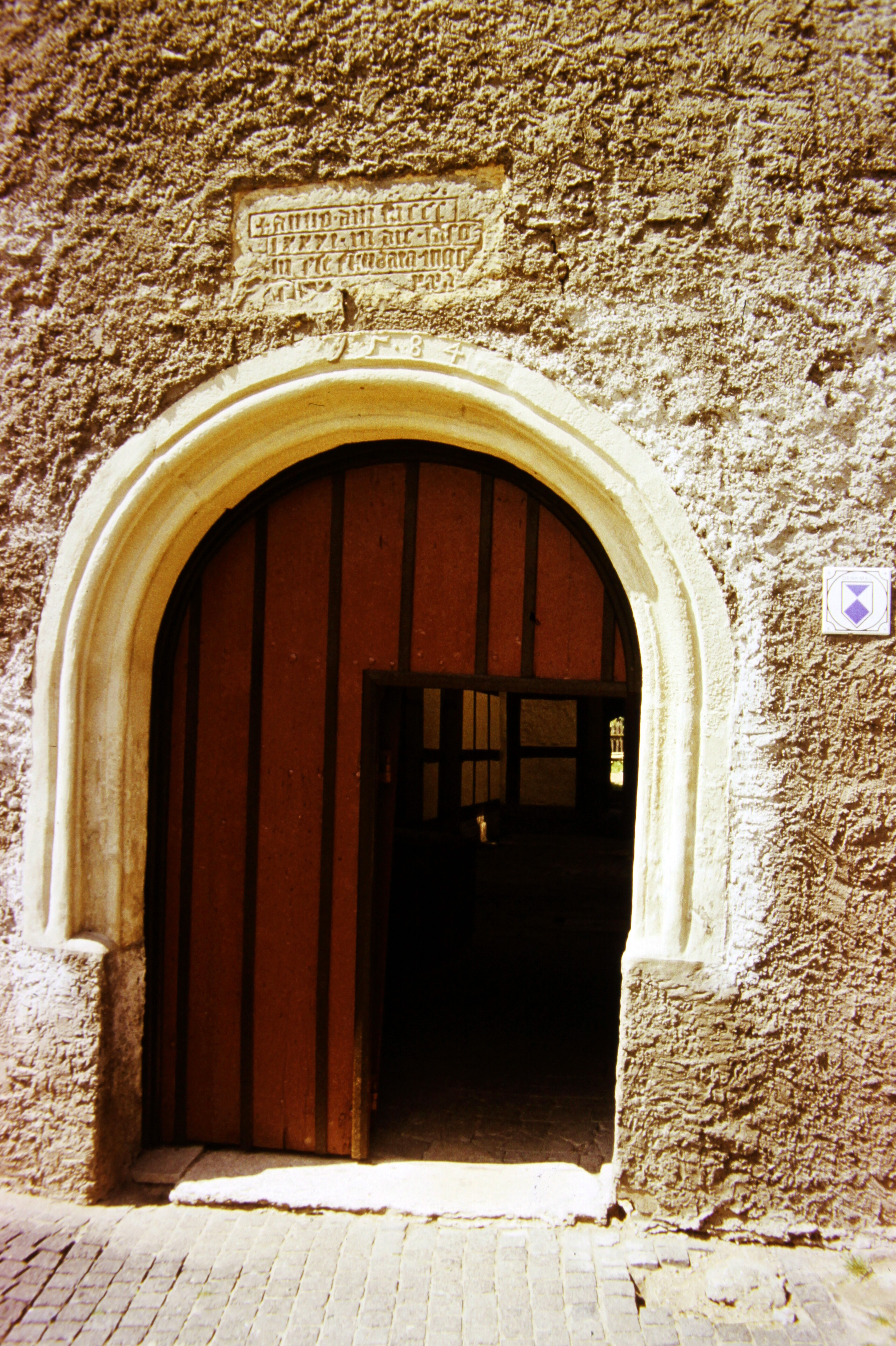
Portal der Burg aus dem Jahr 1584 mit darüber liegender Inschrift von 1329

1329 erweiterte die Familie die Burg um ein steinernes Wohnhaus mit Kamin an der nördlichen Ringmauer und einem gotischen Portal auf der Westseite, wovon noch heute eine steinerne Inschrift erinnert. Ab diesem Zeitpunkt wurde die Burg als Hauptwohnsitz genutzt. Spätestens 1417 gaben die Herren von Bodungen als Ministeriale der Mainzer Bischöfe die Burg und dazugehörigen Lehen auf. Von 1433 bis 1460 war das Amt Großbodungen an die Ritterfamilie von Resenhut verpfändet. Die Burg kam an die Südharzer Grafen von Hohnstein, welche die Burg und das dazugehörige Kammergut im 16. Jahrhundert an Hans Christoph von Berlepsch verkauften, einen Sohn des Wartburghauptmannes Hans Sittich von Berlepsch, der Martin Luther Zuflucht auf der Wartburg geboten hatte. Die Familie von Berlepsch gab durch umfangreiche Ausbauten der Burganlage in den Jahren 1575 bis 1585 ihre architektonische Gestalt mit einem Fachwerkinnenhof, die sich bis heute erhalten hat. Der Eingang der Burg wurde von der West- zur Ostseite verlegt; ebenfalls wurde das Kellergewölbe ausgebaut und stark erweitert. 
1593 erlosch das Geschlecht der Grafen von Hohnstein im Harz, und die Burg ging als kursächsisches Lehen in den Besitz der mit den Hohnsteinern seit 1433 durch Erbvertrag verbundenen Grafen und späteren Fürsten von Schwarzburg-Sondershausen über. 1633 wurde die Pfandschaft der Herren von Berlepsch über die Burg ausgelöst. Sie diente als Lager und Wirtschaftsverwaltung. Nach der Abdankung des letzten regierenden Fürsten Günther von Schwarzburg-Rudolstadt-Sondershausen (1852–1925) kam die Burg 1920 während der Weimarer Republik in das Eigentum der Gemeinde Großbodungen.
Jetzt diente die Burg Großbodungen einige Jahrzehnte zur Unterbringung von Schulräumen, als Jugendherberge und als Wohnraum. Ab den 1980er Jahren stand die Burg leer und verfiel langsam.
Nach der Wende und friedlichen Revolution in der DDR versuchte die Gemeinde Großbodungen die ungenutzte und baufällige Immobilie zu verkaufen.
Seit 1994 befand sich die Burg in Privatbesitz des Ehepaars Raban Graf von Westphalen und Gerlinde Gräfin von Westphalen, welche die Burg von der Gemeinde Großbodungen käuflich erworben hatten und sie umfassend sanierten. Im Jahre 2011 konnte das 550. Jubiläum der urkundlichen Ersterwähnung der Burg gefeiert werden.
Für die fachgerechte Sanierung wurden Graf und Gräfin von Westphalen 2012 mit dem Stiftungspreis der Deutschen Burgenvereinigung ausgezeichnet.
Ab 1998 fanden in den Räumen der Burg (Galerie) Kunstausstellungen, Vortrags- und Leseabende zu Themen aus Kunst, Kultur, Politik, Wirtschaft und Gesellschaft statt. Weiter war eine Mineralen- und Fossilienausstellung im Gewölbekeller zu sehen. Eine zweite Ausstellung widmete sich „Archäologischen Fundstücken aus der Region der Hasenburg.“ Es handelte sich um eine Dauerleihgabe an den Verein Burgforum.
Eine dritte ständige Ausstellung umfasste eine Sammlung von „Tonplastiken der Maya aus Mittelamerika.“ Alle Ausstellungen konnten bis zum 3. November 2019 nach Voranmeldung besichtigt werden. Aufgrund der großen Nachfrage nach Veranstaltungen der Galerie in der Burg wurden die Räumlichkeiten der Galerie 2005 in die 500 Meter entfernte, ursprünglich zur Burg gehörende „historische Kemenate“ verlegt, einen 1663 erbauten Fachwerkbau. Dort fanden bis Ende Juni 2018 Ausstellungen, Lesungen, Konzerte, Vorträge und Veranstaltungen wie Tag der Rose (letzter Sonntag im Juni), Tag des offenen Denkmals und der traditionelle Großbodunger Weihnachtsmarkt am 1. Adventssonntag statt.
Das Besitzerpaar schrieb die Burg 2017 zum Verkauf aus.
Seit 2021 gehört die Burg Großbodungen den neuen Besitzern Wolf und Krautt. 
In der Burg wird eine Fossiliensammlung präsentiert und sie wird zukünftig für verschiedene Veranstaltungen geöffnet. Zudem werden Übernachtungsmöglichkeiten für bis zu zwölf Personen angeboten.

## Anlage
Die Burganlage wird geprägt durch den 27 Meter hohen Wartturm (Bergfried) in der Fassade der vierflügeligen, dreigeschossigen Gebäudegruppe mit Kemenate über einem tonnengewölbten Keller und einem Lichthof in Fachwerkbau sowie einem kleinen Garten mit ökologischem Rosenanbau. Die Wassergräben der Burganlage wurden zugeschüttet. Der Wartturm bietet Turmfalken und Schleiereulen Brutplätze.
Das Baudenkmal mit ca. 1.200 m² Wohn-/Nutzfläche wird von der Besitzerfamilie gepflegt.

Die Burg mit Schlossplatz
Luftbild
Innenhof der Burg
Großbodungen im Winter

## Burgforum
Von 2004 bis 2021 bestand das Burgforum e.V., um die Aktivitäten der Galerie zu unterstützen. Vereinsziel war die Förderung von Kunst und Kultur sowie die Förderung und Stärkung des Demokratiebewusstseins der Bevölkerung durch Kunstausstellungen und kulturelle sowie bildungspolitische Veranstaltungen.